# 영원 오씨
영원 오씨(寧遠 吳氏)는 평안남도 녕원군을 본관으로 하는 한국의 성씨이다. 시조 오사충(吳思忠)은 조선의 개국공신이다.

## 역사
녕원 오씨(寧遠 吳氏)의 시조 오사충(吳思忠)의 처음 이름은 오사정(吳思正)으로 그의 선조는 경상도 영일현(迎日縣) 사람이며 뒤에 평안도 영원진(寧遠鎭)으로 이주하였기 때문에 연일 오씨에서 분파된 것으로 여겨진다. 아버지는 간의대부(諫議大夫) 오순(吳洵)이다.
1355년(고려 공민왕 4) 문과에 급제하여 감찰규정·헌납(獻納)·집의(執義)를 역임하고, 창왕 때에는 좌사의대부로서 사전(私田)의 폐단을 상소하였다. 이해 공양왕이 즉위하자, 사인(舍人) 조박(趙璞) 등과 함께 상소하여 우왕과 창왕을 폐하여 서인으로 만들 것을 주장하고, 이색(李穡)·조민수(曺敏修)·이인임(李仁任)이 우왕·창왕을 옹립한 것을 탄핵하였다. 이와 같은 과격한 상소로 인하여 한때 관직을 삭탈당하였으나, 다시 복직되어 대사성을 거쳐 판전교시사(判典校寺事)가 되었다. 1392년(태조 1) 정몽주(鄭夢周)가 이성계(李成桂) 일파를 몰아내려 할 때 그도 삭직되어 유배되었으나, 정몽주가 살해되자 풀려나와 좌상시(左常侍)가 되었다.
1392년 7월 17일에 이성계 추대에 참여하여 조선 개국공신 3등으로 호조전서가 되고 영성군(寧城君)에 봉해졌다. 1394년 중추원부사에 오르고, 교주강릉도관찰사(交州江陵道觀察使)로 있으면서 정도전(鄭道傳)·남은(南誾) 등과 가까운 수령·군인들이 직책을 소홀히 하거나 차례를 뛰어넘어 승진한 것 등을 엄하게 조사, 처리하였다. 1395년에 상의중추원사(商議中樞院事)가 되고, 이듬해 정당문학(政堂文學)·경기좌도관찰사가 되었으며, 1404년(태종 4) 판사평부사(判司平府事)로 재직하다가 영성군(寧城君)에 봉군되었다. 1406년 졸하였고 시호는 공희(恭僖)이다. 아들은 오계종(吳繼宗)이다.

## 기원
오씨의 유래는 춘추전국시대 중국 양자강 부근의 주나라 제후국이었던 오(吳) 나라에서 시작되었다. 고대 중국 양자강 부근의 주나라 일족으로 주태왕(周太王)의 장남인 오태백을 시조로 하여 희(姬)씨 성에서 나왔다. 제후국 오(吳) 나라는 오태백(주태왕의 장남) 초기 군주국으로 시작하여 하대 자손인 부차왕의 손자인 루양부터 천자로부터 오씨 성을 하사받아 오씨가 되었으며, 비로소 오(吳) 나라의 왕으로 되었다.
오씨대동보(吳氏大同譜)에 의하면 오씨의 도시조(都始祖)는 서기 500년 신라 지증왕(智證王) 때 중국으로부터 신라에 건너온 오첨(吳瞻)이다. 18세(世)인 오연총(吳延寵)이 1107년 고려 예종(睿宗) 2년에 여진(女眞)을 토벌하여 오씨의 중시조(中始祖)가 되었다. 오연총의 6세손 수권(守權)이 3형제를 두었는데 장자 현보(賢輔)는 해주군(海州君)에 봉해짐으로서 해주 오씨의 시조가 되었고, 오연경(吳延慶)은 도시조(都始祖) 오첨(吳瞻)의 24세손 오현보(吳賢輔)의 8세 차손으로 연일 오씨로 분파되었다.

## 본관
녕원(寧遠)은 현재의 평안남도 녕원군에 해당한다. 고조선의 영역에 속했으며, 그 뒤 고구려의 남진정책에 따라 동천왕대에 고구려의 판도에 편입되었다. 고려가 북진정책을 적극 추진하면서 대동강 상류로 진출하게 되자 922년(태조 5) 이 곳에 영원진(寧遠鎭)을 설치해 영청현(永淸縣 : 함경남도 定平)에 소속시켜 북방 호족의 침입에 대비하였다. 1041년(정종 7) 북방의 국경 방비를 강화하기 위해 최충(崔沖)에게 명해 북계(北界) 요지에 진성(鎭城)을 구축하게 하고, 장성(長城)을 건설했을 때 평로진(平虜鎭)과 함께 영원진에도 성을 쌓았다. 그 뒤 영청현의 치소가 동해 해변으로 옮겨가게 되자 영원진을 희주(熙州)로 이속시켰다. 고려 중기 이후 거란족·여진족들이 이 지역에 출몰했고, 몽고 침략 이후 1270년(원종 11)부터 1290년(충렬왕 16)까지 동녕부(東寧府)의 지배하에 놓이게 되었다.
1396년(태조 5) 영청현과 합해 영녕현(永寧縣)으로 확정되었으며, 1413년(태종 13) 서북면을 평안도(平安道)로 하여 행정구역을 개편할 때 영원군(寧遠郡)으로 승격되었다.
세종 대에 영원현으로 격하되었으나, 1466년(세조 12) 영청과 분리시켜 군으로 승격시키고, 진을 설치해 영원군 목사가 첨절제사(僉節制使)를 겸하여 군무(軍務)를 돌보게 하였다.
1525년(중종 20) 군의 치소를 남쪽 소초역(所草驛)으로 옮기고, 잉목진(仍木鎭)이라고 하였다. 그 뒤 영원군의 치소는 여러 차례 옮겨졌다. 정묘호란 이후 북방 문제에 풍운이 거세어지자 1633년(인조 11) 이 곳에 둔(屯)을 설치했으며, 1684년(숙종 10)에 청성부원군(淸城府院君) 김석주(金錫胄)의 청으로 영성진(寧城鎭)을 두었다.
그러나 이듬 해 폐단이 크다는 병영의 보고가 있어 진을 폐지하고 다시 둔을 설치했다가, 1686년 국방상 요지라고 하여 독진(獨鎭)으로 삼고 첨사(僉使)에게 군무를 관장하게 하였다. 1823년(순조 23) 영성진을 폐지해 군수가 군무를 겸하도록 조처하였다.
1895년 지방 행정구역을 개편할 때 평양부 녕원군이 되었고, 1896년 평안도를 남북도로 나눌 때 4등군으로서 평안남도에 속하게 되었다. 1917년 쾌락면과 영청면을 합쳐 영락면이라 하고 종래의 읍내면을 녕원면으로 개칭하였다. 현재는 조선민주주의인민공화국 평안남도 녕원군이다.

## 분파
녕원 오씨는 해주 오씨에서 분파되었다.
- 해주 오씨의 시조 오인유(吳仁裕)는 중국 송(宋) 나라에서 귀화한 대학사로, 984년(고려 성종 3년) 고려에 귀화하여 검교군기감을 역임하였다.
  - 연일 오씨(延日 吳氏)의 시조 오연경(吳延慶)은 해주 오씨의 시조 오인유(吳仁裕)의 6세손 효성공(孝成公)의 큰 아들이다.
    - 녕원 오씨(寧遠 吳氏)의 시조 오사충(吳思忠)의 선조는 영일현(迎日縣) 사람이며 뒤에 평안도 영원진(寧遠鎭)으로 이주하였다.

  - 울산 오씨(蔚山 吳氏)의 시조 오연지(吳延祉)는 해주 오씨의 시조 오인유(吳仁裕)의 6세손 효성공(孝成公)의 둘째 아들이다.

## 인구
대한민국 통계청 인구조사에서는 100명 남짓의 소수 씨족이지만, 관향이 있는 북한에 많은 인구가 밀집해 있을 것으로 보인다.
- 1985년 7가구, 25명
- 2000년 19가구, 62명

## 같이 보기
- 오 (성씨)
- 해주 오씨
- 연일 오씨
- 장기 오씨
- 울산 오씨
- 울산 오씨 종친회